# Камшикоопашати гущери
Камшикоопашатите гущери (Teiidae) са семейство влечуги от разред Люспести (Squamata).
Таксонът е описан за пръв път от британския зоолог и филателист Джон Едуард Грей през 1827 година.

## Родове
- Подсемейство Teiinae
  - Ameiva – Амейви
  - Ameivula
  - Aspidoscelis
  - Aurivela
  - Cnemidophorus – Камшикоопашати варани
  - Contomastix
  - Dicrodon
  - Glaucomastix
  - Holcosus
  - Kentropyx
  - Medopheos
  - Pholidoscelis
  - Teius
- Подсемейство Tupinambinae
  - Callopistes
  - Crocodilurus
  - Dracaena – Кайманови гущери
  - Salvator
  - Tupinambis